# Mauritz Eriksson
Axel Mauritz Eriksson (ur. 18 grudnia 1888 w Sztokholmie, zm. 14 lutego 1947 tamże) – szwedzki strzelec, pięciokrotny medalista olimpijski.
Mauritz Eriksson w swojej karierze wziął udział w trzech igrzyskach olimpijskich, w latach 1912–1924.